# Niggilan
I Niggilan sono un tipico dolce pusterese in Alto Adige.
Differentemente dai tipici della Valle Aurina e della Val di Tures, ovvero i Kniekiachlan, che sono riempiti con marmellata di mirtilli, i Niggilan non hanno alcun riempimento interno.

## Ricetta[2][3]

### Ingredienti
Per ottenere circa 20 Niggilan sono necessari:
- 250 g di farina di frumento
- 0,1 l di latte
- 15 g di lievito
- 1 cucchiaio di zucchero
- 2 uova
- 20 ml di olio
- sale q.b.

### Preparazione
Una volta ottenuto un impasto consistente, si iniziano a formare delle bolle; è quindi il tempo di far riposare l'impasto per circa 30 minuti. Riprendere l'impasto e lavorarlo nuovamente. Da qui si formano palline di circa 40 g da passare in farina da far poi riposare per circa 15 minuti. In seguito, è necessario stendere le singole palline come una ciambella, ovvero più spessa all'esterno che all'interno, in media di 0,5 centimetri e con un diametro pari a 5 centimetri. Dopodiché l'impasto è pronto per essere fritto su entrambi i lati. In ultimo, quando i Niggilan sono dorati e quindi estratti dall'olio bollente, risulta buona norma versare sopra a questi un cucchiaio l'olio caldo.